# Sjöfestspelen Mörbisch

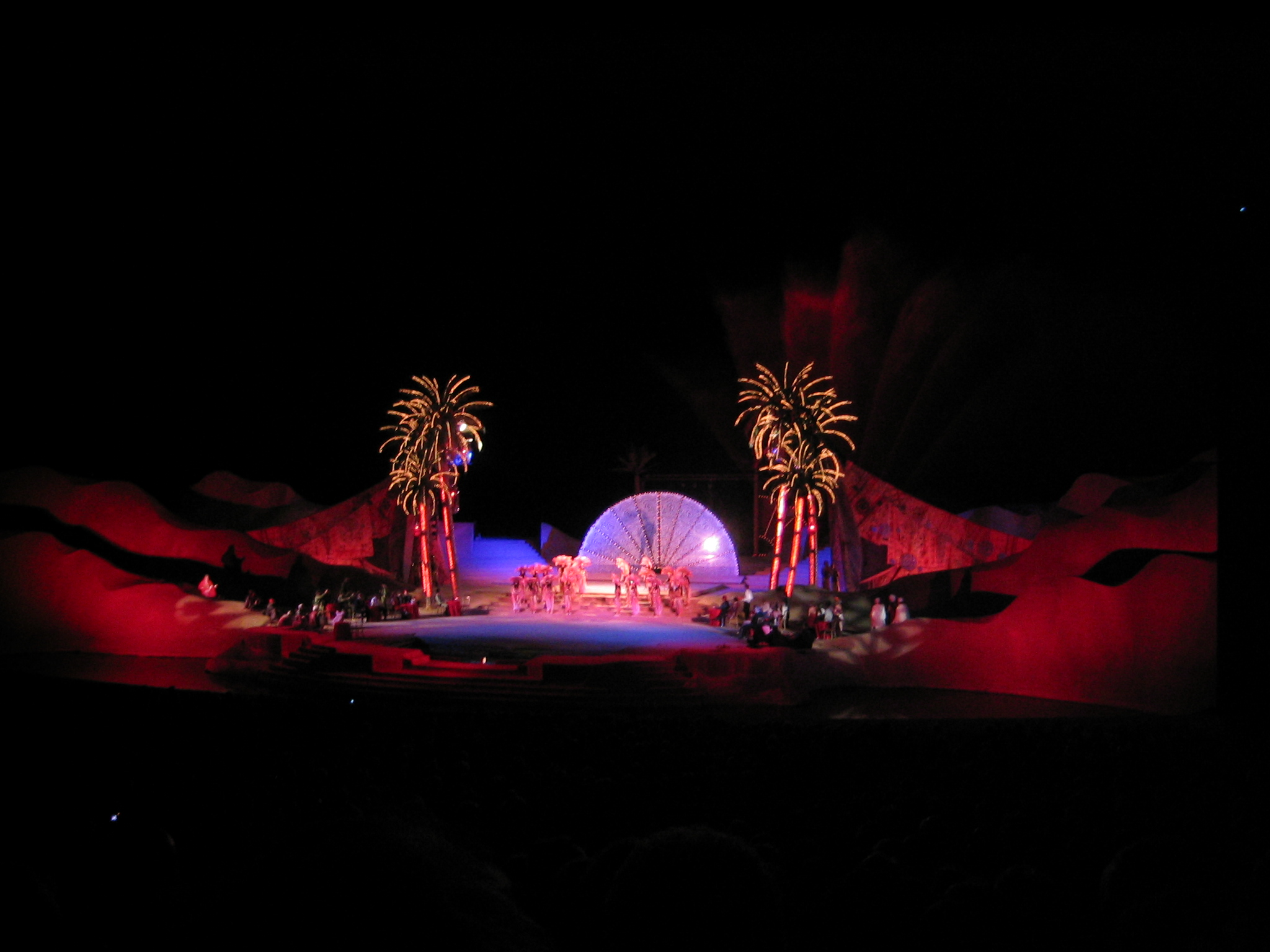
Guiditta 2003

Sjöfestspelen i Mörbisch är en operettfestival i den österrikiska orten Mörbisch.
Kammarsångaren Herbert Alsen vid statsoperan i Wien initierade 1955 idén att genomföra en operettfestival i Mörbisch vid Neusiedlersjön. Efter två års förberedelse där även en friluftsscen vid sjöstranden uppfördes startade festivalen 1957 med operetten zigenarbaronen av Johann Strauß d.y. Det gavs 6 föreställningar som sågs av 7 000 besökare. 
Festivalen var redan i början en stor framgång. 1959 byggdes sjöscenen ut för att ge plats åt 3 000 besökare och även antalet föreställningar utökades. Idag erbjuder sjöscenen 6 000 sittplatser. Mer än 30 föreställningar under juli och augusti attraherar över 200 000 besökare årligen. 
Festspelens intender var/är:
- 1957–1978: Herbert Alsen
- 1978–1980: Fred Liewehr
- 1980–1984: Franziska Schurli
- 1984–1989: Heinrich Mayer
- 1990–1993: Rudolf Buczolich
- 1993-2012: Harald Serafin
- seit 2012: Dagmar Schellenberger

De senaste åren visades följande operetter:
- 2000: Zigenarbaronen av Johann Strauß d.y.
- 2001: Leendets land av Franz Lehár
- 2002: Czardasfurstinnan av Emmerich Kálmán
- 2003: Giuditta av Franz Lehár
- 2004: Grevinnan Mariza av Emmerich Kálmán
- 2005: Glada änkan av Franz Lehár
- 2006: Greven av Luxemburg av Franz Lehár
- 2007: Wiener Blut av Johann Strauß d.y.
- 2008: Vita Hästen av Ralph Benatzky
- 2009: My Fair Lady av Frederick Loewe
- 2010: Tsarevitj av Franz Lehár
- 2011: Zigenarbaronen av Johann Strauß d.y.
- 2012: Läderlappen av Johann Strauß d.y.
- 2013: Tiggarstudenten av Carl Millöcker
- 2014: Anatevka av Jerry Bock
- 2015: En natt i Venedig av Johann Strauß d.y.
- 2016: Viktorias husar av Paul Abraham
- 2017: Fågelhandlaren av Carl Zeller
- 2018: Grevinnan Mariza av Emmerich Kálmán